# Parc des Buttes Chaumont
Parc des Buttes Chaumont – publiczny park położony w Paryżu. Etymologia nazwy parku pochodzi ze słów "Buttes" (oznaczającego wzgórze) oraz "Chaumont" (oznaczające łysą górę). Obecnie Parc des Buttes Chaumont jest jednym z największych parków w całej Francji oraz popularnym miejscem odwiedzanym przez paryżan w czasie dni wolnych od pracy.
Park Buttes Chaumont znajduje się w północno-wschodniej części 19 dzielnicy Paryża. Powstał na miejscu głęboko eksploatowanego kamieniołomu, a decyzja o budowie parku została podjęta przez cesarza Francji, Napoleona III Bonaparte po tym jak kamieniołom został włączony w granice administracyjne Paryża.
Budowa parku rozwinęła się dzięki Georges'owi Haussmannowi oraz inżynierowi Jeanowi-Charles Alphandowi. Projekt budowy parku był trudny i czasochłonny, jednakże po czterech latach prac w 1867 roku Parc des Buttes Chaumont został oficjalnie oddany do użytku.
Obecnie w parku znajdują się m.in. takie gatunki roślin jak: cedr libański, cedr himalajski, miłorząb dwuklapowy, leszczyna bizantyjska, wiąz syberyjski, ostrokrzew kolczasty a także bambus Zanthoxylum oraz wiele innych.
Jedną z głównych atrakcji parku jest świątynia Sybilli zaprojektowana i zbudowana w 1869 roku. Świątynia znajduje się na szczycie góry wznoszącej się ponad parkiem.
Główne wejście do parku znajduje się od strony pałacu Armand-Carrel, gdzie mieści się merostwo 19 dzielnicy Paryża. Oprócz tego park posiada ponad 5 dużych bram wejściowych, którymi są: Porte Bolivar, Porte de la Villete, Porte Secrétan, Porte de Crimée, Porte Fessart; oprócz nich w skład parku wchodzi także 7 mniejszych wejść oraz bram.
Obecnie w parku oraz jego okolicach znajdują się m.in. hotele, restauracje oraz kawiarnie. W parku znajduje się także darmowa strefa Wi-Fi dla użytkowników przenośnych komputerów, chcących skorzystać z dostępu do internetu.